# شوجار ري روبنسون
شوجار ري روبنسون (Sugar Ray Robinson)(وُلد باسم ووكر سميث الصغير. في 3 من أيار/مايو لعام 1921م وتوفى 12 من نيسان/أبريل لعام 1989م) وكان ملاكمًا محترفًا. وقد شجع أداء روبنسون-الذي وُصف بأنه أعظم الملاكمين على مر العصور- في مباريات الوزن أقل من المتوسط (الولتر) والوزن المتوسط الكتاب الرياضيين لإنشاء تصنيفات تقاس بالمستوى الأفضل في مواجهة الأفضل"حيث يقارنون بين الملاكمين بصرف النظر عن أوزانهم. وقد دخل زمرة مشاهير الملاكمين الدوليين عام 1990م

## مسيرته الرياضية

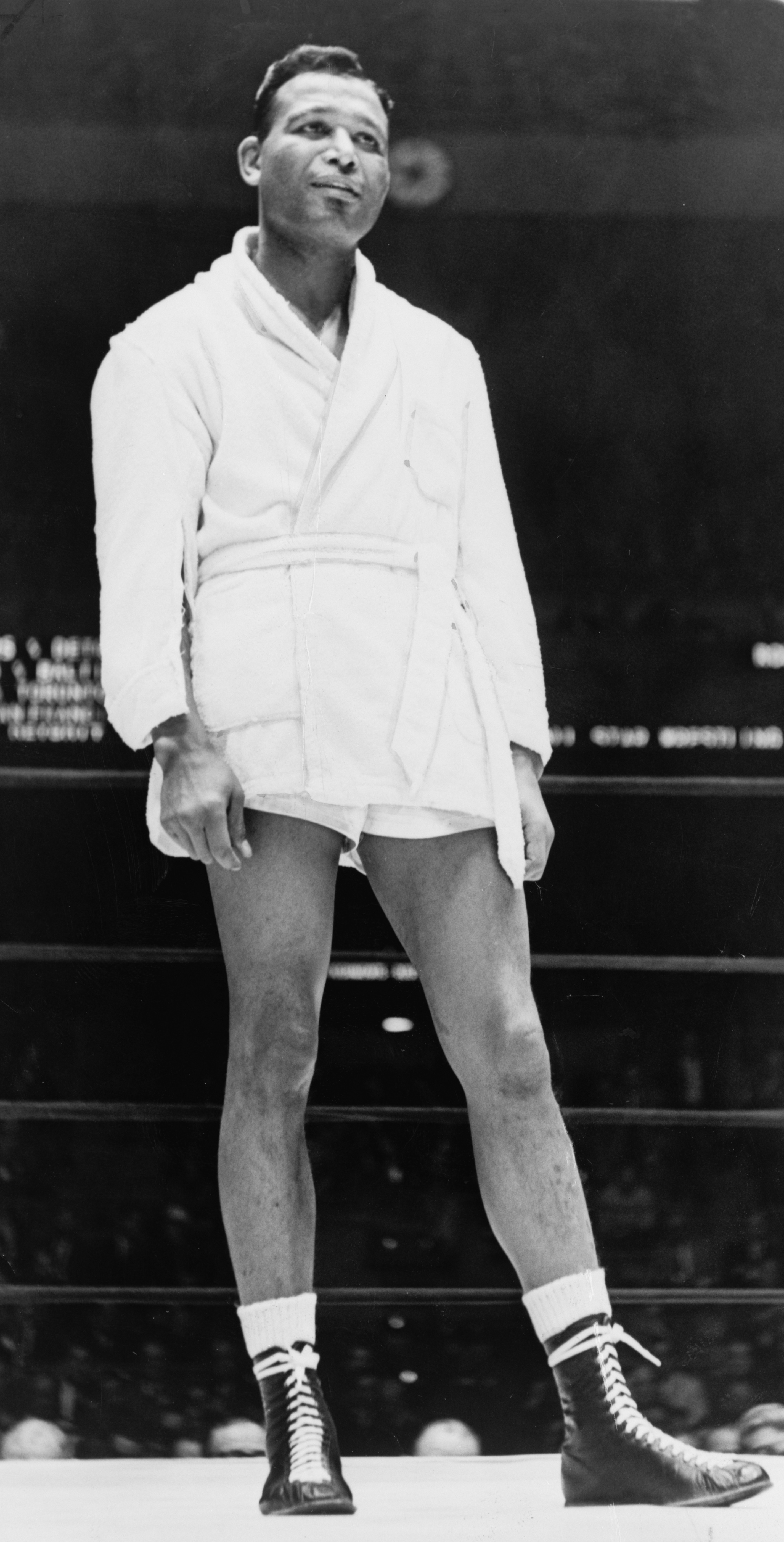

وقد كان روبنسون هاويًا للملاكمة عندما حقق 69 انتصارًا بالضربة القاضية من بينها 40 ضربة في الجولة الأولى. وقد دخل في عالم الاحتراف عام 1940م في سن 19 عام، وبحلول عام 1951م كان قد حقق سجلًا احترافيًا 128–1–2 به 84 فوز بالضربة القاضية. وقد حاز روبنسون على لقب بطل العالم للوزن أقل من المتوسط «الولتر» من عام 1946م حتى عام 1951م، وفاز بلقب بطولة العالم للوزن المتوسط في العام التالي. وقد اعتزل الملاكمة في عام 1952م، ليعود إليها مجددًا بعد عامين ونصف، وحقق لقب بطولة العالم في الوزن الخفيف في عام 1955م، ثم أصبح أول ملاكم في التاريخ يفوز ببطولة العالم التصنيفية خمس مرات، وهو لقب استطاع إحرازه بعد التغلب على كارمن باسيليو (Carmen Basilio) عام 1958م ليسترد لقب بطولة العالم في الوزن المتوسط. وقد لُقب روبنسون بمقاتل العام لمرتين: الأولى بعد مستويات أدائه في عام 1942م، وبعد ذلك بتسعة أعوام، وعلى مدار أكثر من 90 مباراة ملاكمة لاحقة وبفضل جهوده عام 1951م، استطاع التغلب على أبطال النخبة العالمية مثل جيك لاموتا (Jake LaMotta) وكارمن باسيليو وجين فولمر (Gene Fullmer) وراندي توربن (Randy Turpin) و (Bobo Olson) كارل بوبو ألسون وهنري أرمسترونج (Henry Armstrong) وروكي جرازيانو (Rocky Graziano) وكيد جافيلان (Kid Gavilan). وشارك روبنسون في 200 مباراة احترافية، واستمر في مهنته الاحترافية لمدة 26 عاما تقريبًا.
وقد كان روبنسون ملاكمًا مرواغًا يمتلك القوة في اليدين والسرعة في توجيه الضربات. وفي عام 1951 التايم (TIME) أن توليفة المهارات التي يتمتع بها روبنسون مثل مساواة سرعة الضربة وقوتها لكل من اليدين، تشمل كل لكمة قياسية بداية من (bolo) حتى لكمة الخطاف وهناك لكمات قليلة يؤديها فجأة." وقد ذكر روبنسون أنه بمجرد أن يكتسب المقاتل قدرًا معينا من المهارات، فإن تقنية الملاكمة تصبح انعكاسية على هذا القدر.
وقد وصفت وكالة أسوشيتد برس (Associated Press) روبنسون بأعظم مقاتلي القرن العشرين بينما وصفته ESPN.com عام 2007م بأعظم الملاكمين في التاريخ. ذا رينج (The Ring) عام 1997م كأعظم ملاكم في مباريات «الأفضل في مواجهة الأفضل» كما وصفته بمقاتل الخمسينات. وقد وصف محمد علي (Muhammad Ali) الذي كان يُطلق على نفسه الملاكم الأعظم خلال مدة مهنته، وصف روبنسون بأنه أعظم ملاكم في التاريخ. كما وصفه بذلك أيضًا ملاكمون آخرون من زمرة نخبة الملاكمين مثل جوي لويس (Joe Louis) وشوجار ري بيونارد (Sugar Ray Leonard).
وبسبب شهرته بأسلوب الحياة الصاخب خارج الحلبة، تلقى روبنسون انتفادات لكونه مؤسس كلمة «في ويكاموس» في الرياضات الحديثة. وبعد انتهاء مهنته كملاكم، حاول روبنسون العمل كمقدم برامج ترفيهية لكنه عانى من هذا الأمر، وعاش فقيرًا حتى وفاته عام 1989م.

## موقفه مع جيمي دويل
انسحب الملاكم الشهير من مباراة ملاكمة قبل مواجهة اللاعب جيمي دويل في عام 1947، لأنه حلم في اليوم السابق للمباراة أنه سيقتل منافسه، وبعد إقناعه بغباء قراره عاد للمباراة وكذلك بعد استشارة أحد القساوسة، وتم لعب المباراة يوم 25 يونيو وضرب منافسه بالقاضية علي رأسه وأرداه قتيلا.
عندما علم أن منافسه القتيل دخل الحلبة بهدف تجميع ثمن منزل لوالدته اشترى شوغر راي المنزل لوالدة القتيل واعتنى بها.

## تكريمه
في عام 2006م وضع له طابع بريد تذكاري في خدمة البريد الأمريكية.

## وصلات خارجية
- شوجار ري روبنسون على موقع IMDb (الإنجليزية)
- شوجار ري روبنسون على موقع الموسوعة البريطانية (الإنجليزية)
- شوجار ري روبنسون على موقع مونزينجر (الألمانية)
- شوجار ري روبنسون على موقع إن إن دي بي (الإنجليزية)
- شوجار ري روبنسون على موقع قاعدة بيانات الفيلم (الإنجليزية)
- شوجار ري روبنسون على موقع بوكس ريك (الإنجليزية) (registration required)

- الموقع الرسمي
- سجل الملاكمة لـ شوجار ري روبنسون من بوكس ريك
- Sugar Ray Robinson Biography - Fightfanatics.com